# Beverley Kelso
Beverley Kelso (Kingston, 20 de dezembro de 1945) foi uma integrante do grupo de reggae The Wailers. Ela foi um dos vocalistas de apoio e também um dos membros fundadores do grupo (entre 1963-1966). Além dela, os The Wailers tinham Bob Marley, Bunny Wailer, Peter Tosh, Cherry Smith, Junior Braithweire e Carlton Barrett.